# Maria Nohra
Maria Nohra (* 8. Februar 1991 in Vänersborg) ist eine schwedische Schauspielerin.

## Leben und Karriere
Nohra wurde am 8. Februar 1991 in Vänersborg geboren. Von 2017 bis 2020 war sie Moderatorin von Morgonpasset in P3. Ihr Schauspieldebüt gab sie 2018 in dem Film Beck – Den tunna isen. Anschließend war sie 2019 in der Fernsehserie Panik i tomteverkstan zu sehen. Zwischen 2019 und 2022 trat Nohra in Hedder auf.
2021 wurde sie für die Serie Sjukt gecastet. Außerdem setzte sie 2022 ihre Karriere in Likea fort. 2024 bekam Nohra in der Netflixserie Ronja Rövardotter eine Hauptrolle.

## Filmografie
Filme
- 2018: Beck – Den tunna isen
- 2020: Måste gitt
- 2022: Beck – Rage Room
- 2023: Danke, es tut mir leid (Tack och förlåt)
- 2024: LasseMajas detektivbyrå – Maskoten som försvann

Serien
- 2019: Panik i tomteverkstan
- 2019–2022: Hedder
- 2021: Sjukt
- 2022: Likea
- 2024: Ronja Räubertochter (Ronja Rövardotter)